# Barcombe
Barcombe is een civil parish in het bestuurlijke gebied Lewes, in het Engelse graafschap East Sussex met 1473 inwoners.